# Andrés Olivares
Andrés Olivares Poblete (c. 1967-f. 25 de febrero de 2016)  fue un futbolista profesional chileno. Se desempeñaba principalmente como puntero izquierdo y también de volante. Jugó la mayor parte de su carrera en Universidad Católica, donde integró los planteles campeones de 1984 y 1987.

## Trayectoria
En 1979 llegó a las divisiones inferiores de Universidad Católica, luego de aceptar una invitación de Alberto Fouillioux. Al año siguiente, se trasladó junto a su padre a Inglaterra, regresando a Chile durante 1983. Ese mismo año se reintegró a las inferiores cruzadas siendo dirigido por Fernando Carvallo, debutando por el primer equipo en 1985 ante Magallanes. En 1987 se integró al primer equipo, por consideración de Ignacio Prieto, teniendo minutos en el campeonato de 1987 donde el cuadro de la franja se coronó como campeón.
Perdiendo consideración en el primer equipo cruzado, en 1991 parte cedido a préstamo a Everton. A comienzos de junio de ese mismo año fue víctima de una fuerte gripe, la cual lo mantuvo hospitalizado. Tras un par de días, regresó a Viña del Mar para reintegrarse a la prácticas del cuadro ruletero, sin embargo la fiebre regresó. Un día reunido con su excompañero Raimundo Tupper, le señaló que se sentía mal y veía borroso, por lo que este llamo a un doctor conocido, quien le señalo que debía ir a urgencias, siendo ordenada su internación por un coma diabético.
Tras  su internación, los médicos le señalaron que no podría volver a jugar al fútbol profesional, retirándose a los 24 años.

## Clubes
| Club                 | País  | Año       |
| -------------------- | ----- | --------- |
| Universidad Católica | Chile | 1984-1991 |
| → Everton (cedido)   | Chile | 1991      |

## Palmarés

### Títulos nacionales
| Título           | Equipo                    | País  | Año  |
| ---------------- | ------------------------- | ----- | ---- |
| Primera División | C.D. Universidad Católica | Chile | 1984 |
| Primera División | C.D. Universidad Católica | Chile | 1987 |